# Yakovlev Yak-152
El Yakovlev Yak-152 (en ruso: Яковлев Як-152) es un avión de entrenamiento diseñado por la empresa rusa Yakovlev, parte de la Corporación Irkut. El prototipo voló por primera vez el 29 de septiembre de 2016, impulsado por un motor diesel RED A03, de 500 CV (370 kW).
La aeronave ha sido ordenada por la Fuerza Aérea Rusa para reemplazar a su entrenadores actuales Yakovlev Yak-52.

## Usuarios
- Rusia: 150 pedidos, con opción de 150 más;[4]
- Bielorrusia: 5 pedidos.[4]

## Epecificaciones (Yak-152)
Referencia datos: Manufacturer and Air Force Technology

### Características generales
- Tripulación: 1
- Capacidad: 1
- Longitud: 7,72 m
- Envergadura: 8,82 m
- Altura: 2,47 m
- Planta motriz: 1× motor diesel V12 RED Aircraft A03.
  - Potencia: 500 hp

### Rendimiento
- Velocidad nunca excedida (Vne): 500 km/h (311 MPH; 270 kt)
- Velocidad de entrada en pérdida (Vs): 100 km/h (62 MPH; 54 kt)
- Alcance: 1000 km (540 nmi; 621 mi)